# Hjalteyri
Hjalteyri – wioska rybacka położona w północnej części Islandii, w gminie Hörgársveit, w regionie Norðurland eystra. 
Wieś ma 43 mieszkańców i jest położona na zachodnim brzegu fiordu Eyjafjörður. Jest jednym z największych portów rybackich w regionie.
Miejscowość jest dobrze znany ze względu na duży zakład przetwórczy śledzia i oleju. Firma Kveldúlfur h.f. została zbudowana w 1937 roku i działała przez 29 lat do 1966 roku. W tym czasie fabryka była największym zakładem przetwórstwa śledzi tego typu w Islandii.